# La Pera (Jalpa de Méndez)
La Pera es una localidad del municipio de Jalpa de Méndez ubicado en la subregión centro del estado mexicano de Tabasco.

## Geografía
La localidad se ubica a 6.2 kilómetros (en dirección oeste) de la localidad de Jalpa de Méndez, la cabecera y lugar más poblado del municipio. Se sitúa en las coordenadas geográficas 18°09′42″N 93°07′09″O / 18.161667, -93.119167, a una elevación de 3 metros sobre el nivel del mar.

## Demografía
Según el Conteo de Población y Vivienda 2020, efectuado por el Instituto Nacional de Estadística y Geografía, la localidad de La Pera tiene 621 habitantes, de los cuales 311 son del sexo masculino y 310 del sexo femenino. Su tasa de fecundidad es de 2.39 hijos por mujer y tiene 159 viviendas particulares habitadas.
| Gráfica de evolución demográfica de La Pera entre 2005 y 2020 |
|                                                               |
| INEGI.                                                        |